# John Paul Jackson
John Paul Jackson (ur. 30 lipca 1950 w Waxahachie, zm. 18 lutego 2015) – amerykański duchowny ruchu neocharyzmatycznego, założyciel i przewodniczący organizacji szkolącej w posłudze proroczej Streams Ministries International, autor książek na temat życia duchowego i walki duchowej.

## Życiorys
John Paul Jackson urodził się w 1950 roku w Waxahachie. Jego rodzicami byli Esther i Robert Lee Jackson jr. Ukończył Campus High School w Haysville (Kansas) i Wichita State University w Wichita. W 1976 roku poślubił Diane Vance. Miał z nią dwóch synów: Aarona i Micah (Micheasza). Mieszkał w Fort Worth, następnie nad jeziorem Sunapee koło Sunapee i ostatnio w Bartonville (Teksas). Na początku lat 80. zaangażował się w służbę duchowną w pentekostalnym nurcie chrześcijaństwa, za sprawą ewangelistki przebudzeniowej Ruth Ward Heflin. Był założycielem i pastorem czterech kościołów lokalnych w Massachusetts oraz pastorem-seniorem kilku innych, a w późniejszych latach nadzorował 50 kościołów na świecie poprzez powołaną przez siebie misję Kościoła Mostowego (the Bridge Church) .
Już w latach 80. włączył się w powstający ruch na rzecz przywrócenia pięciu darów służby w Kościele, a zwłaszcza służby proroczej. W 1993 roku założył Streams Ministries International – międzynarodową i międzywyznaniową organizację, której celem jest „zachęcanie, motywowanie i wyposażenie chrześcijan do wzrastania w dojrzałości, mądrości, charakterze i świętości”. Z organizacji tej wyłoniły się specjalistyczne służby: Streams Institute for Spiritual Development (w 1997 roku), Streams Publishing House, Streams Music Group, Streams Internship Program, InterpretMyDream.com, Pinnacle Prayer Convergence International i the Association of Bridge Churches. Prowadził szkolenie „słuchania Boga” The Art of Hearing God, który ukończyło ponad 30 tysięcy słuchaczy. Jego praca w tym zakresie w ciągu dwóch dziesięcioleci znacznie przyczyniła się do rozwoju i upowszechnienia chrześcijańskiej posługi proroczej .
Wygłaszał proroctwa na temat wydarzeń politycznych. Przewidywał agresję Izraela na Iran, upadek euro i dolara, a następnie powstanie nowej światowej waluty i nowego porządku świata.
Wielokrotnie od 1997 roku wypowiadał się na temat Polski, m.in. zapowiadał „uzyskanie wpływu w Europie, a szczególnie we wschodniej części. W miarę jak Polska będzie wzrastać, będzie to miało wpływ na Węgry, Czechy i na każdy naród środkowej Europy”. Twierdził, że „Bóg patrzy na Polskę z uśmiechem. Tzn. jest zadowolony z tego, jakie podejmujemy decyzje w stronę prawości. Abyśmy tylko w tym wytrwali do końca. Mamy się modlić, aby Polska trwała po stronie tego, co jest prawe i sprawiedliwe”. Zapowiadał nadchodzące wielkie duchowe przebudzenie w Polsce, które będzie miało szczególny charakter i znaczenie dla świata. W 2011 roku stwierdził:

Polska ma zaproszenie od Pana, aby być światłem i głosem dla Europy, pod warunkiem, że będzie w stanie stawić opór presji i naciskom Unii w dziedzinie kompromisu moralnego, ale również większej tolerancji wobec muzułmanów. Media będą podawać zniekształcone wiadomości, które będą mówić, że Polska źle, niesprawiedliwie traktuje muzułmanów i w ten sposób wywierać presję, aby dać muzułmanom więcej miejsca w Polsce.

.
Był mówcą konferencyjnym w ponad dwudziestu krajach, w tym w Polsce oraz gościem w licznych programach stacji telewizyjnych: Cornerstone Television Network, Daystar Television Network (jego Dreams and Mysteries było jednym z jej najpopularniejszych programów), Christian Broadcasting Network (Pat Robertson's The 700 Club), GOD TV,  The Inspiration Network, Trinity Broadcasting Network i God Digital. Wydawał czasopismo AWE. Ponadto był muzykiem, kompozytorem i autorem tekstów. Wydał cztery płyty z muzyką uwielbieniową:
- Early in the Morning
- Holy Spirit Wind
- I AM: 365 Names of God
- Breath of I AM[2] .

## Książki
John Paul Jackson napisał dziewięć książek, podręczniki dla prowadzonych przez siebie szkoleń, szereg artykułów oraz wydał kilka płyt DVD ze swoimi nauczaniami . Prawie wszystkie książki, oprócz Maximizing Heaven's Help Study Guide i podręczników, zostały wydane w przekładzie na język polski:
- Obnażanie ducha Izebel. tłum: Iza Kizińska. Wyd. II. Kielce: Instytut Wydawniczy „Rhema”, 2004. ISBN 83-910637-5-5. Brak numerów stron w książce – szkodliwy wpływ osób zwiedzionych duchem Izebel na chrześcijańskich duchownych
- Niepotrzebne ofiary wojny. tłum: Kasia Piłat. Wyd. II. Kielce: Instytut Wydawniczy „Rhema”, 2004. ISBN 83-910637-4-7. Brak numerów stron w książce – niebezpieczeństwa związane z lekkomyślnym zaangażowaniem w strategiczną walkę duchową
- Handel duszami naszych dzieci – Studium o pokémonie. tłum: Natalia Rolińska. Wrocław: Aetos Media, 2001. ISBN 83-911339-6-6. Brak numerów stron w książce – niebezpieczeństwa związane z grą w pokémony
- Pokonać odrzucenie. tłum: Joanna Kaniewska. Ustroń: Koinonia, 2011. ISBN 978-83-60124-68-0. Brak numerów stron w książce – duchowa i psychologiczna natura oraz sposoby pokonania poczucia odrzucenia
- Ja Jestem. Dziedzictwo pełni imienia Boga. Ustroń: Koinonia, 2009. ISBN 978-83-60124-33-8. Brak numerów stron w książce – poznanie Boga w oparciu o Jego imiona i przydomki starostestamentalne
- Ja Jestem - 365 razy imię Boga. Ustroń: Koinonia, 2009. ISBN 978-83-60124-34-5. Brak numerów stron w książce – starostestamentalne imiona i przydomki Boga na każdy dzień roku
- Siedem dni za zasłoną. Rozważania z sali tronowej. tłum: Magdalena Kwiecień. Ustroń: Koinonia, 2011. ISBN 978-83-60124-67-3. Brak numerów stron w książce – droga do osobistej bliskości z Bogiem
- Przygotowani na Boże poruszenie (audiobook). Ustroń: Koinonia, 2009. ISBN 978-83-60124-67-3. Brak numerów stron w książce – o zwycięskim życiu chrześcijańskim
- Proroczy charakter. tłum: Iwona Milczanowska. Wrocław: Aetos Wydawnictwo, 1999. ISBN 83-911339-1-5. Brak numerów stron w książce – zapis wykładów dla liderów o problemach w posługiwaniu darem proroctwa